# Tongerense Heide

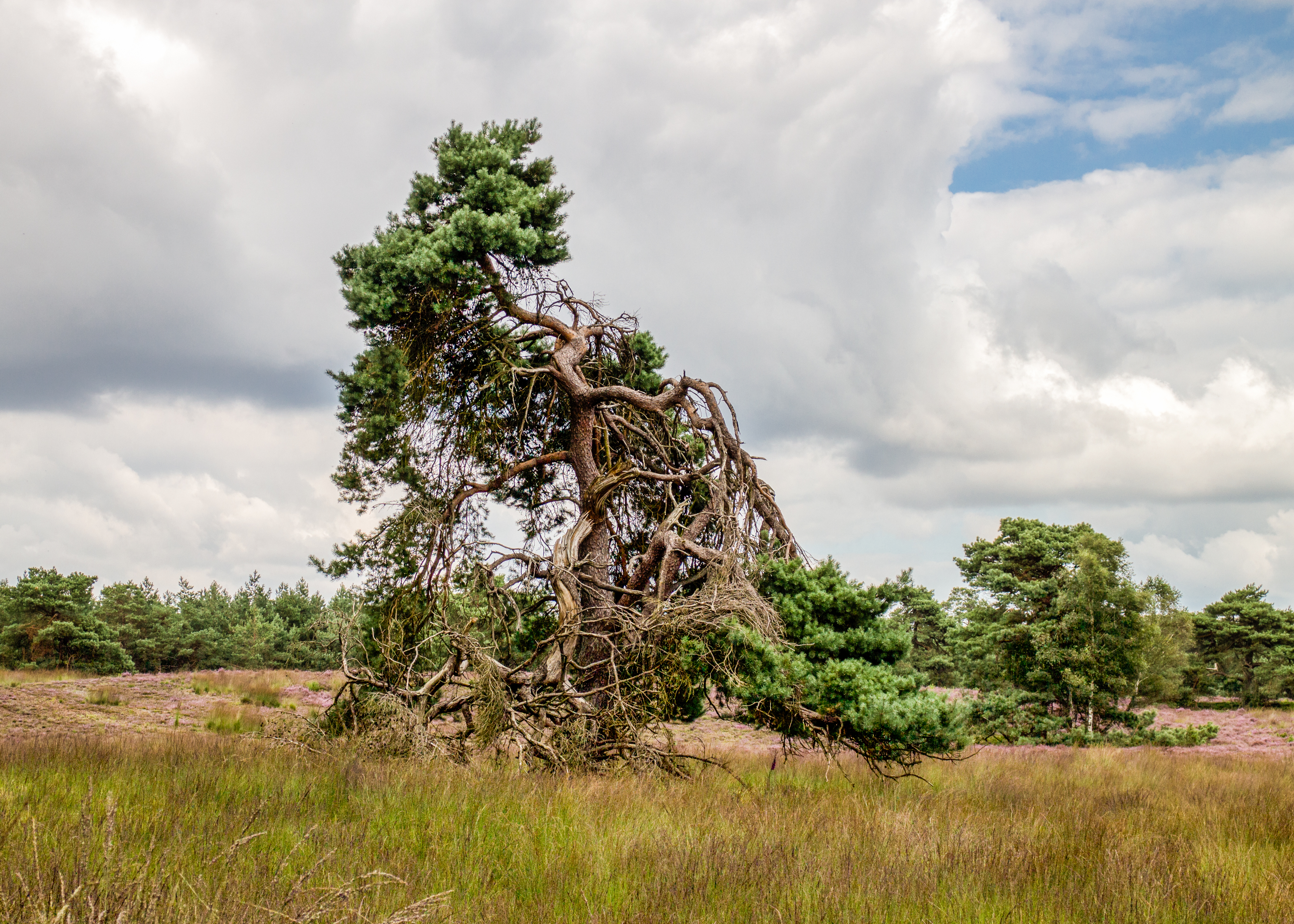
Tongerense heide, Veluwe

De Tongerense Heide bestaat uit droge en natte heide. De vennen in dit gebied liggen op een ondoorlatende laag waar het water op blijft staan. In het gebied is een gevarieerde vegetatie, door verschillen in hoogte en droogte. De Tongerense heide bestaat uit uitgestrekte dopheidevegetatie.
Het hoogste punt van het gebied is de Tongerense Berg, 32 meter boven NAP. Dit terrein bestond in het verleden uit vrij eenvormig bos van grove den. Er zijn open plekken gemaakt waar het bos zich spontaan kan verjongen. Zo komt er meer afwisseling in het landschap. 